# 1944 en Lorraine
Chronologie de la Lorraine
- 1940
- 1941
- 1942
- 1943
- 1944
- 1945
- 1946
- 1947
- 1948

Cette page est une liste d'événements qui se sont produits durant l'année 1944 en Lorraine.

## Politique

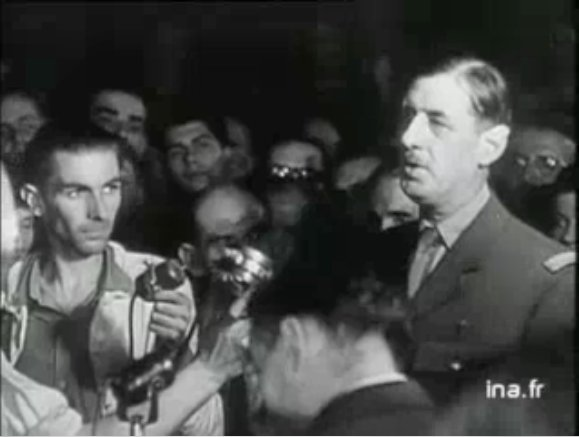
De Gaulle prononçant un discours.

- 26 mai : le maréchal Pétain en visite à Nancy est accueilli [1] par une foule qui chante Maréchal nous voilà [2]. Pétain dans son discours : Acceptez les épreuves qu'on nous envoie ; ces épreuves seront terribles, mais elles le seront d'autant moins terribles que vous n'y prendrez pas part. Ayez confiance dans l'avenir de la France[3].
- 25 septembre : le général de Gaulle est accueilli à Nancy, Place Stanislas, par une foule dense [4].
  - Marc Rucart, ancien député des Vosges de 1928 à 1940, est délégué par le Parti radical-socialiste à l'Assemblée consultative provisoire (1944-1945).

## Événements

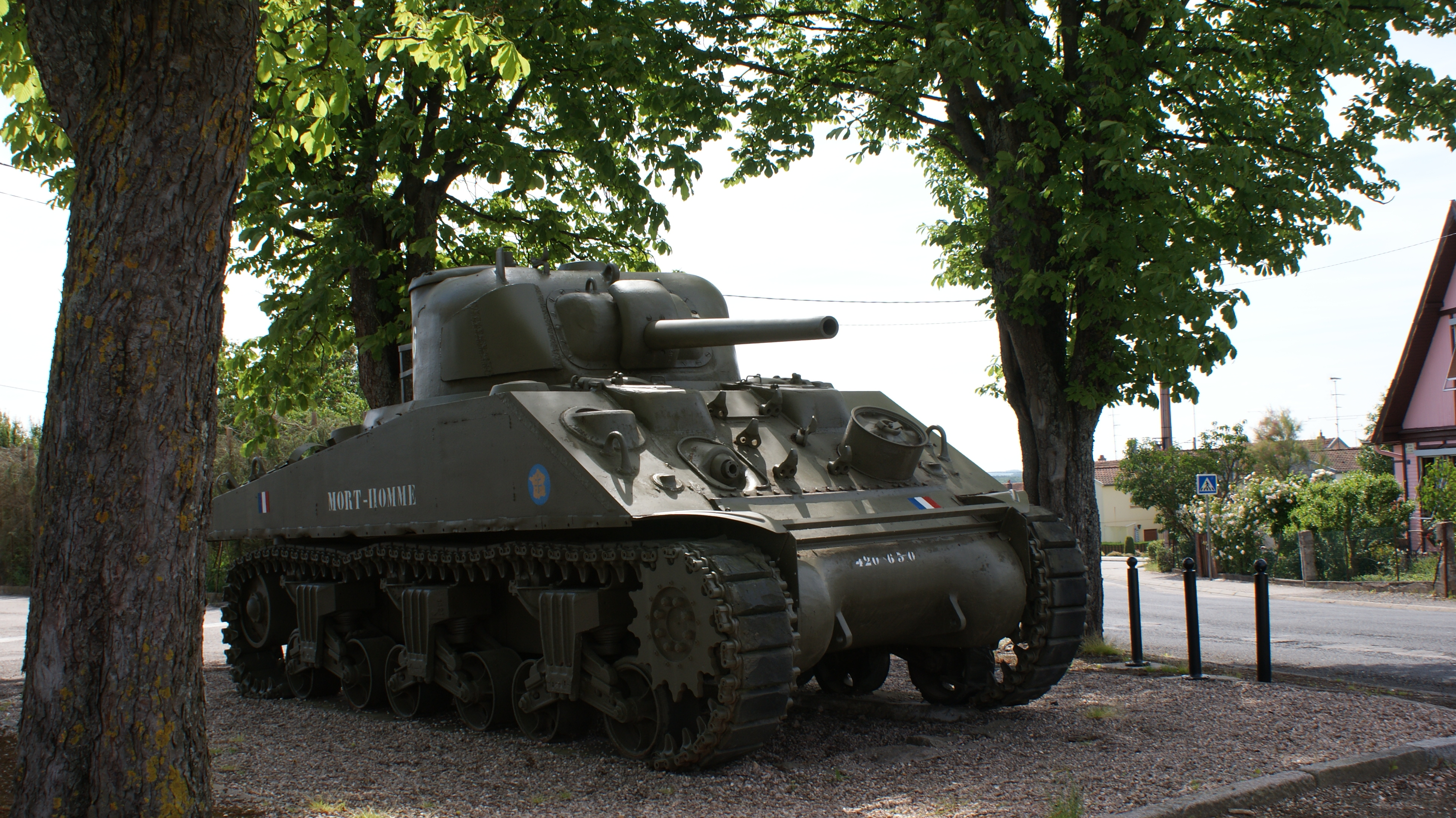
Char le Mort-Homme.

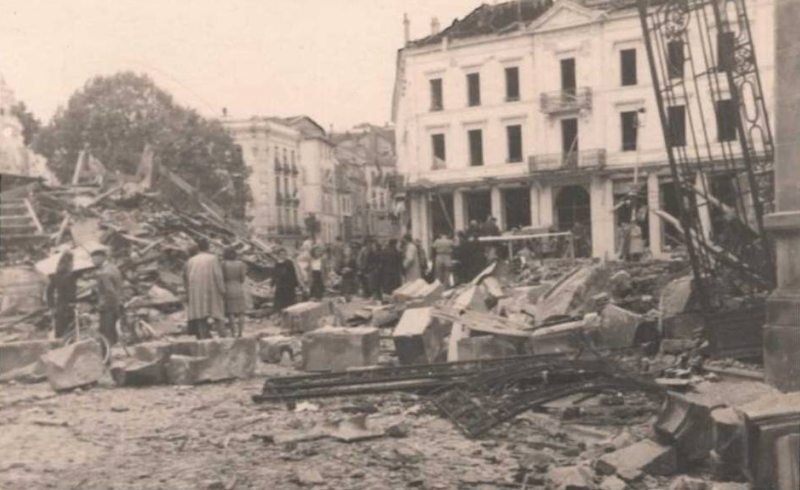
La place des Quatre-Nations à Épinal lors de la libération de la ville par les Alliés en 1944.

- Printemps, la Luftwaffe se trouve en position défensive, tentant de protéger le Reich allemand de la campagne de bombardement stratégique alliée. Les chasseurs Messerschmitt Bf 109G de la Jagdgeschwader 26 (JG 26) sont déployés sur la Base aérienne 133 Nancy-Ochey afin d'intercepter les raids alliés.

- L'Écho de Nancy quotidien collaborationniste, sous direction allemande, est fermé à la Libération.

### Janvier
- Gilbert Grandval est nommé à la direction de la Région C afin de préparer l'insurrection finale[5].

### Mars
- 15 mars : dissolution de la brigade indépendante Alsace-Lorraine (créée le 17 septembre 1944). Composée de maquisards alsaciens et lorrains, elle s’illustre dans les batailles des Vosges et d'Alsace.

### Mai
- Le camp de concentration de Thil, annexe du camp de concentration de Natzweiler-Struthof fournit la main-d'œuvre d'une usine de V2[5].
- 7 mai : l'Équipe fédérale Nancy-Lorraine remporte la Coupe de France de football face à l’Équipe fédérale Reims-Champagne, 4-0[6].
- 10 mai : début de l'activité du « camp de travail de Erz », camp de Thil-Longwy qui a fonctionné jusqu'au mois de septembre de la même année, date de son évacuation[7]. Le site de Thil est choisi en raison de la présence sur son territoire de la mine de Tiercelet, d'une superficie de 250 000 m2.
- 11 mai : la 8th Air Force bombarde Épinal[8].
- 26 mai : après sa visite à Nancy, le maréchal Pétain se rend à Épinal pour soutenir la population bombardée par les alliés[5].
- 27 mai : bombardement par l'aviation alliée de l'usine Hobus-Werke de Metz.
- 30 mai : visite officielle du maréchal Philippe Pétain à Nancy.

### Juin
- Juin : installation à Nancy-Ochey de la Kampfgeschwader 53 Kampfgeschwader 53 Legion Condor (KG 53) revenue du front russe et dont les He 111 furent utilisés pour lancer des missiles V1 contre l'Angleterre.

### Juillet
- Le camp Frontstalag 194Z Donop à Nancy, est en activité.

### Août

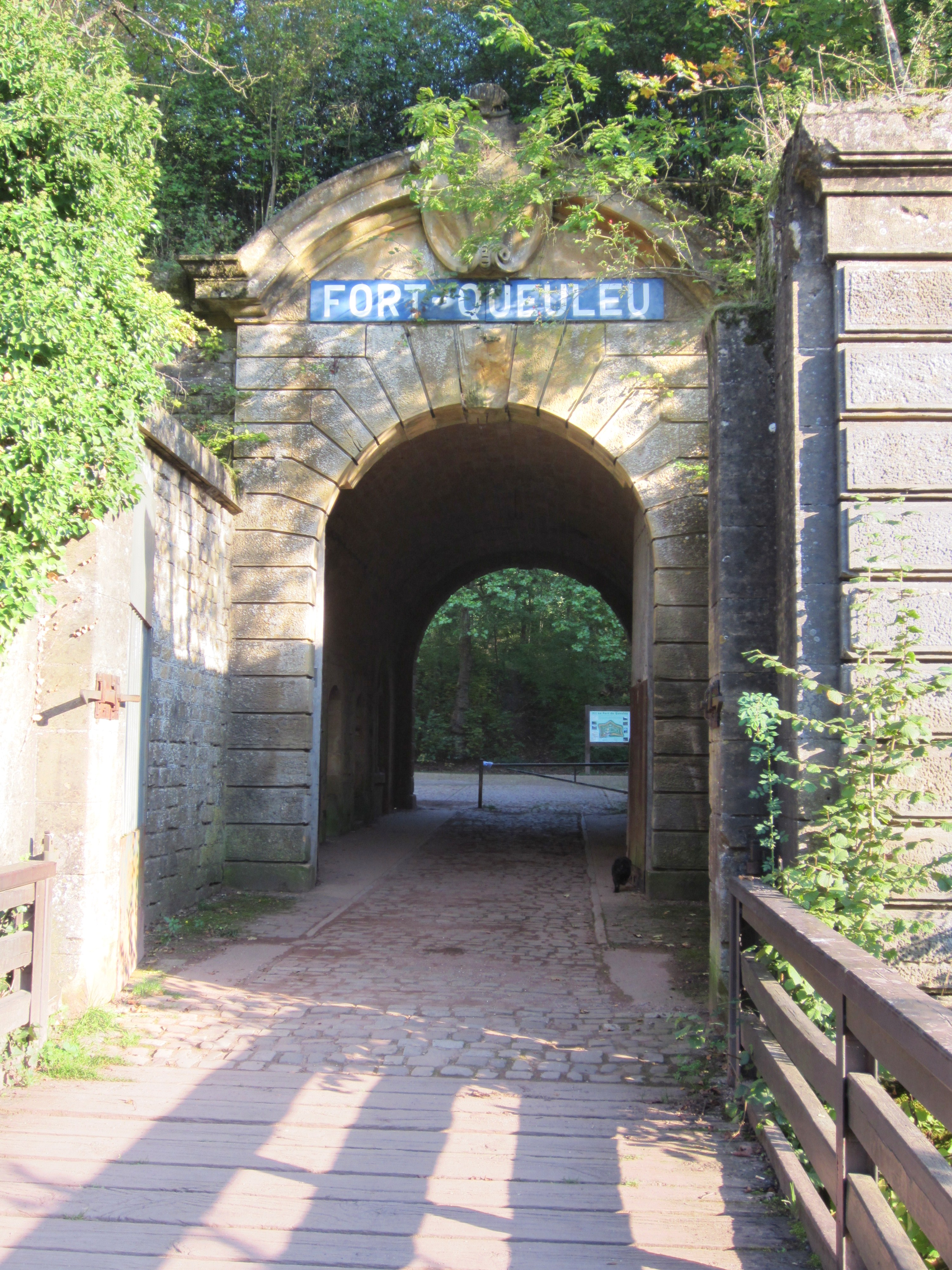
Entrée du fort de Queuleu.

- Fuyant Vichy pour l'allemagne, les chefs de la collaboration passent par Nancy[5].
- Opération Waldfest. Le commandement SS de Strasbourg décide l'anéantissement des maquis des Vosges. 10000 déportés, 3000 fusillés, 8000 personnes chassées de leurs domiciles, plusieurs villes détruites : Le Tholy, Gérardmer, Saint-Dié, Epinal, La Bresse[9].
- 1er août : un train de soldat déraille à Rambucourt à la suite d'un sabotage. Le bilan est de 79 morts[5].
- 17 août : le fort de Queuleu est évacué par les Allemands.
- 17 août : étape sur la route de l'Allemagne pour les autorités françaises d'occupation, Nancy est pendant quelques heures la capitale de la France Allemande[10].
- 18 août : bombardement par l'aviation alliée de l'usine Hobus Werke de Metz, raid aérien visant principalement le dépôt de carburant de Woippy-Sainte-Agathe[11] situé à proximité immédiate du complexe industriel[12].
- 20 août : le terrain de Base aérienne 133 est libéré par les forces alliées.
- 27 août : 80 personnes sont raflées à Pexonne (54) qui seront envoyées en majorité à Mauthausen.
- 27 août au 13 décembre : la bataille de Metz oppose la 1re armée du général Knobelsdorff à la 3e armée du général Patton.
- 29 août : le 826th Engineer Aviation Battalion du IX Engineering Command de l'USAAF commence à déminer le terrain de la base aérienne 133 et à le remettre en état en vue d'une utilisation par l'aviation américaine. La base devint une base de la 9th Air Force américaine et est désignée Advanced Landing Ground A-96 Toul/Ochey Airfield.
- 29 août : les Allemands de la 3e division de Panzer-Grenadiers, une unité de la Wehrmacht, massacrent 86 habitants de quatre villages voisins : Robert-Espagne, Beurey-sur-Saulx, Couvonges et Mognéville[9],[13].
- 31 août : 
  - les SS qui assurent la garde du Camp de Woippy l'abandonnent.
  - La 3ème armée de Patton libère Verdun et Bar-le-Duc[5]

### Septembre
- Septembre : 

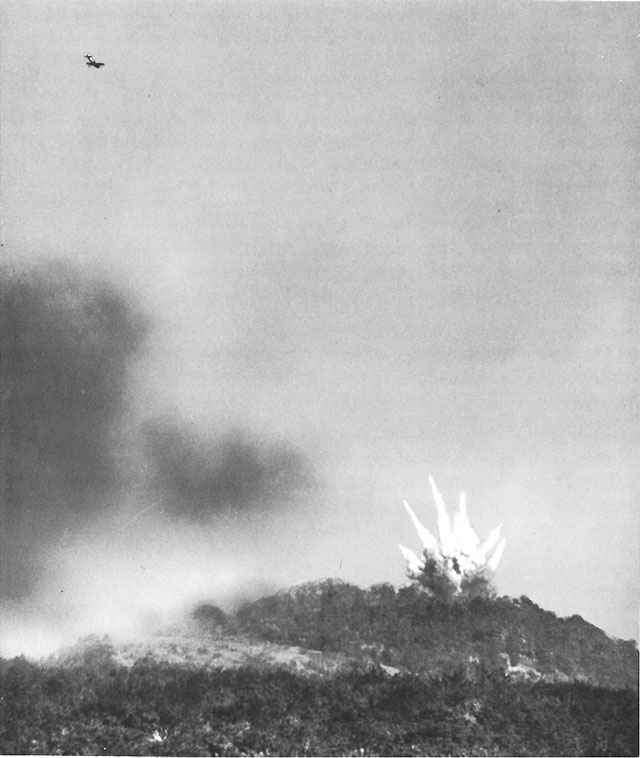
Bombardement du fort Driant par des P-47 du 19e Tactical Air Command, septembre 1944.

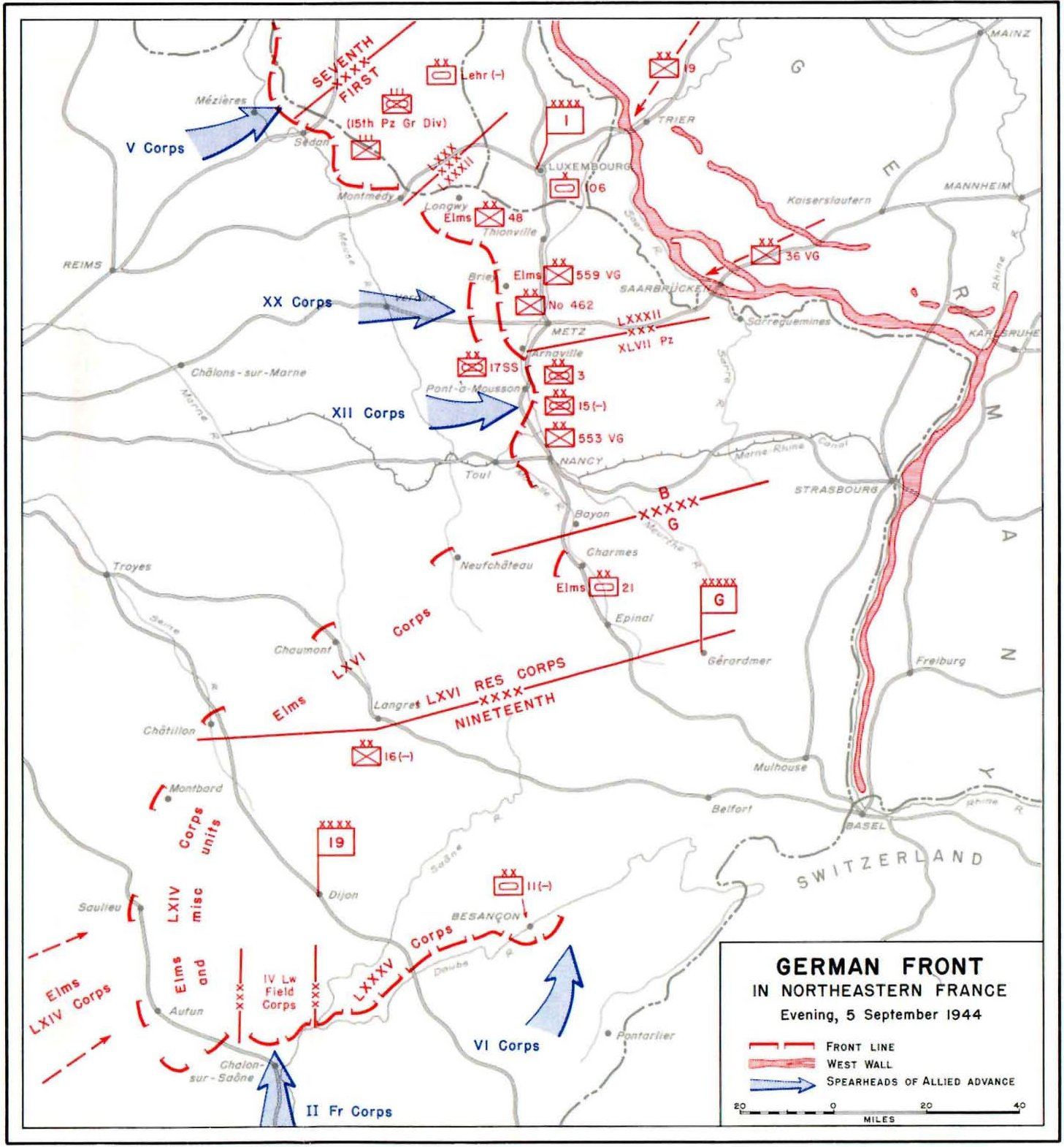
Bataille de Metz, le 5 septembre 1944

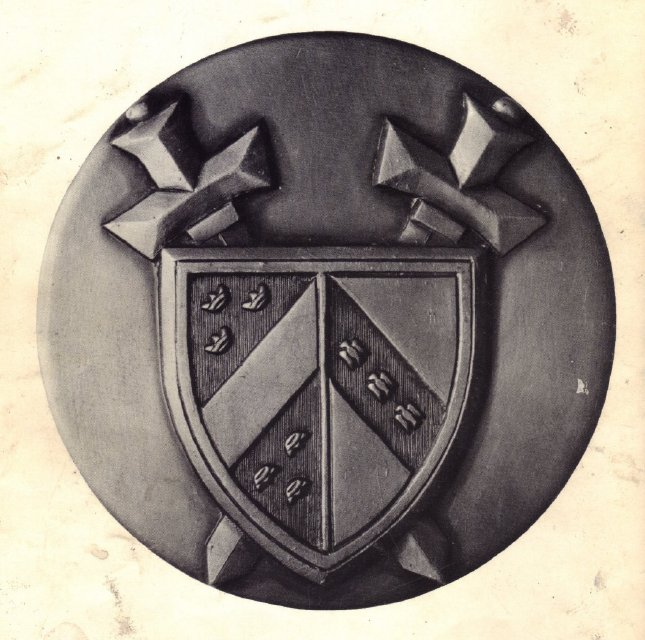
Insigne de la brigade Alsace Lorraine

  - pour libérer le passage sur la Moselle, le général Patton fait bombarder Pont-à-Mousson tenue par les blindés allemands.
  - création de la Brigade Alsace-Lorraine[5].
- 1er septembre : 
  - début de la Campagne de Lorraine[14].
  - Libération de Void et Saint-Mihiel[5].
  - L'Écho de Nancy publie son dernier numéro imprimé sur les installations de L'Est républicain, mais il continue d'être imprimé en Allemagne jusqu'en février 1945[15].
- 3 septembre : dans la nuit, un incendie ravage la bibliothèque de l'Abbaye des Prémontrés de Pont-à-Mousson et une grande partie des bâtiments dont une fresque représentant la Cène due au peintre Joseph Gilles.
- 4 septembre : libération de Montmédy par les américains et de Toul avec l'aide des résistants[5].
- 4 au 7 septembre : les maquis vosgiens sont attaqués par les allemands qui subissent de lourdes pertes[5].
- 8 septembre : libération de Briey[5].
- 8 au 10 septembre : bataille de Dornot-Corny : la cinquième division américaine arrive à Dornot avec l'objectif de traverser la Moselle et de prendre le fort de Saint-Blaise. Les allemands lancent des contre-attaques qui rendent toute progression impossible. En 60 heures les pertes américaines se montent à 945 soldats tués, portés disparus et blessés sur 1200[16].
- 12 septembre : libération de Neufchâteau[5] et Thionville.
- 13 et 14 septembre : la 2e division blindée du Général Leclerc remporte une bataille de char à Dompaire[17].
- 14 septembre : libération de Mirecourt[17].
- 15 septembre : 
  - Ordonnance rétablissant la légalité républicaine en Alsace-Moselle annexée[18].
  - libération de Nancy par les américains après l'insurrection nocturne des FFI[17].
- 16 septembre : libération de Lunéville[17].
- 16 au 21 septembre : bataille du pain de sucre à Agincourt et environs.
- 16 au 25 septembre : bataille de la Seille, au Sud de Metz[19].
- 17 septembre : création de la brigade indépendante Alsace-Lorraine(dissoute le 15 mars 1945). Composée de maquisards alsaciens et lorrains, elle s’illustre dans la Bataille des Vosges et d’Alsace.
- 18 au 24 septembre : Lunéville est réoccupée par les Allemands[17].
- 18 au 29 septembre :  bataille d'Arracourt.
- 20 septembre : 
  - le Gauleiter Bürckel déclare la partie sud-ouest du CdZ-Gebiet Lothringen « zone des armées ». Il est par conséquent interdit de franchir une ligne allant d'Apach au Donon, et passant par Sierck, Courcelles, Faulquemont, et Sarrebourg[20].
  - Eisenhower arrête Patton qui se dirigeait vers les Vosges à la poursuite de l'ennemi qui, regroupé, présente un danger important[17].
- 22 et 23 septembre : la libération d'Épinal commence par un duel d'artillerie particulièrement tragique pour la ville dont le centre est durement éprouvé.
- 23 septembre : libération de Remiremont[17].
- 24 septembre : libération d'Épinal après deux jours de combats[17]. Vers 17 h 30, le premier char américain de la 7e Armée américaine, commandée par le général Patch entra par le sud dans la ville.
- 27 septembre: début de la Bataille du Fort Driant à quelques kilomètres de Metz (lors de la Bataille de Metz)[21].

### Octobre
- Verdun devient un des deux plus grands centres de ravitaillement de l'armée américaine.
- Signe de l'importance des combats lors de la bataille de Metz, Hitler créée la bande de bras « Metz 1944 », ou Ärmelband Metz 1944, insigne distinctif créé en octobre 1944, pour distinguer les combattants allemands ayant participé à cette bataille.
- Radio Nancy est créée à la Libération de Nancy. La station émet grâce à un émetteur de 50 watts installé dans un camion de l'armée américaine situé sur le plateau de Gentilly. Elle est devenue France Bleu Sud Lorraine.
- 1 octobre : un Douglas C-53D Skytrooper (DC-3) de l'united States Army Air Force rate son atterrissage sur le terrain de la Croix de Metz à Toul. Il n'est pas réparable[22].
- Reformée autour de la 112e brigade blindée, la 21e Panzerdivision est envoyée en Lorraine, dans le secteur de Charmes - Épinal, pour contrer l'offensive Alliée. Alors qu'il est Kampfkommandant de Baccarat, où stationne sa division, le général Feuchtinger est obligé de battre en retraite devant la 2e DB du Général Leclerc, qui attaque en force le 30 octobre.
- 21 octobre : mise en service du 21st General Hospital à Mirecourt[23].
- 31 octobre : Baccarat est libérée par la 2e division blindée.

### Novembre

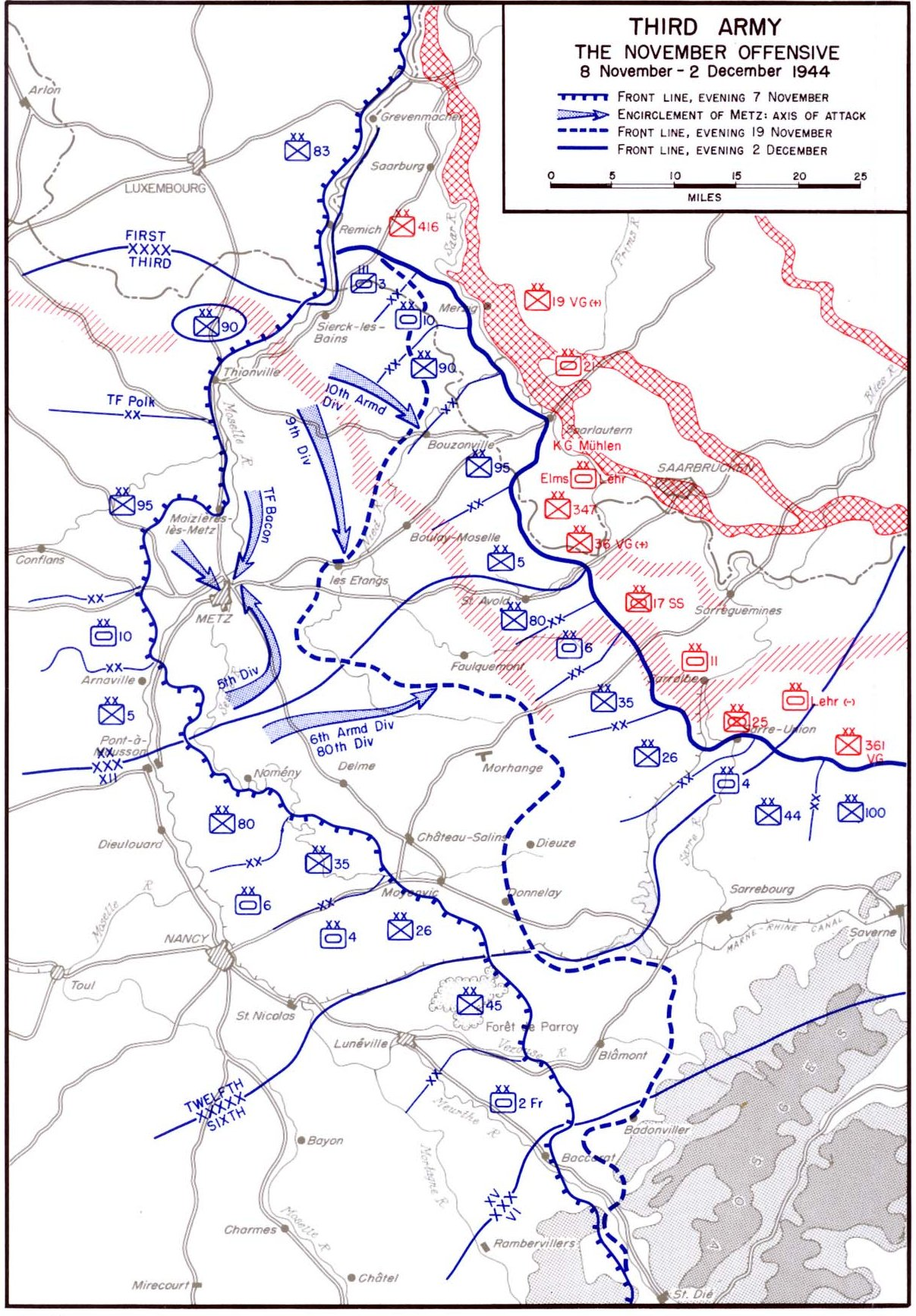
Offensive américaine: 8 novembre - 2 décembre 1944

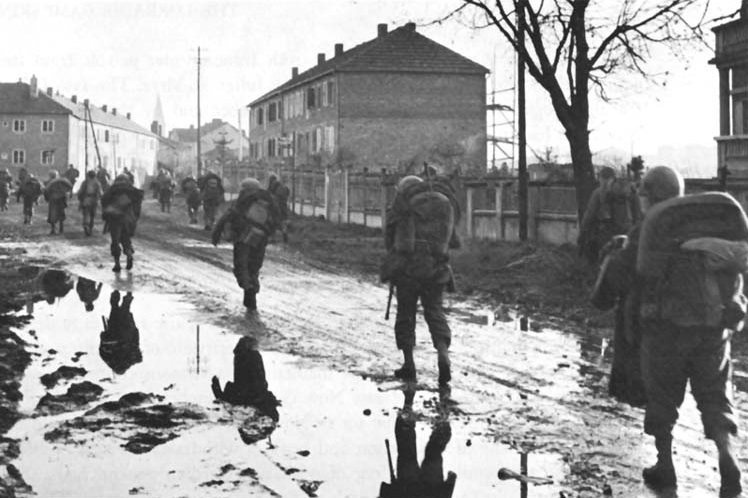
Troupes américaines entrant à Metz le 18 novembra 1944

- Novembre : le 415th Night Fighter Squadron (en) de la 12th USAAF, s'installe à Nancy-Ochey avec ses Bristol Beaufighter jusqu'en mars 1945, menant des missions de chasse de nuit contre la Luftwaffe.
- 3 novembre : le 50th Fighter Group (en) s'installe à Nancy-Ochey avec ses trois escadrilles de P-47 Thunderbolt.
- 8 novembre : reprise de l'offensive, Patton traverse la Moselle près de Metz[17].
- 9 novembre : les Allemands font évacuer la partie nord de Saint-Dié et se livrent au pillage[24]
- 14 au 17 novembre : les Allemands, engagés dans la Bataille de Bruyères[17], incendient la partie évacuée de Saint-Dié et dynamitent la cathédrale[24]. Gérardmer subi le même sort[17].
- 15 au 18 novembre : Anould souffre : sur les 551 maisons qu'elle comptait avant-guerre, les Allemands en détruisirent 490, par le feu ou par la dynamite. Le nombre de sinistrés fut de 1 725. La commune est titulaire de la Croix de guerre 1939-1945. L'église, la mairie et le groupe scolaire ont été détruits. Les papeteries du Souche, parmi les plus importantes des Vosges, furent anéanties.
- 17 novembre : 
  - la 2e division blindée se dirigeant vers Strasbourg, libère Badonviller[25]
  - La IIIe armée de Patton libère Château-Salins[26] pendant la Campagne de Lorraine.
- 20 novembre : libération de Rozérieulles.
- 22 novembre : libération de Metz par le XXe Corps Américain du général Walton Walker[17].
- 23 novembre : restauration de la République française en Moselle par Paul Rebourset, commissaire de la République[17].
- 24 novembre : « Le 24 novembre 1944, une conférence secrète réunit à Saint-Dié-des-Vosges les plus grands chefs de l’US Army en Europe. Le général Eisenhower, commandant suprême des troupes alliées, prend ce jour-là une décision politique et militaire parmi les plus graves de la guerre : ne pas passer le Rhin. »[27].
- 30 novembre : le Menuet de Baccarat. Le général Leclerc libère Baccarat par une manœuvre d'une habileté telle qu'elle est encore enseignée dans les écoles militaires sous le nom de menuet de Baccarat[9].

### Décembre

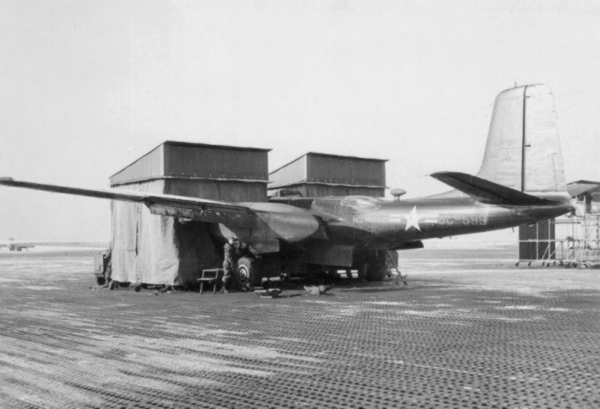
RB-26C du 117th TRW sur les PSP de la base de Toul

- 6 décembre : libération de Sarreguemines.
- 9 décembre : la 9th Air Force installe les P-51 et P-47 des 358th, 50th et 27th Fighter Group sur ce qui deviendra plusieurs années après Toul-Rosières Air Base. Le terrain, surnommé « Rosy » est désigné par le code A98 et est équipé d'une piste en PSP[28] de 1 500 mètres.
- 13 décembre: fin de la bataille de Metz; défaite des allemands. Gravelotte est libérée.
- 14 décembre : libération du camp de prisonniers de Sarreguemines.

## Inscriptions ou classements aux titre des monuments historiques
- En Meurthe-et-Moselle : Cour administrative d'appel de Nancy[29], Hôtel de la Monnaie (Nancy)[30]; Hôtel de Lenoncourt à Nancy[31]; Hôtel de Lillebonne à Nancy[32]; Hôtel de Ludre à Nancy[33]; Palais des ducs de Lorraine à Nancy[34]; Hôtel de Chastenoy à Nancy[35]; Hôtel de Martigny à Nancy[36]; Maison Lecreulx à Nancy[37]; Hôtel de Stainville à Nancy[38]; Hôtel de Spada à Nancy[39]

## Naissances

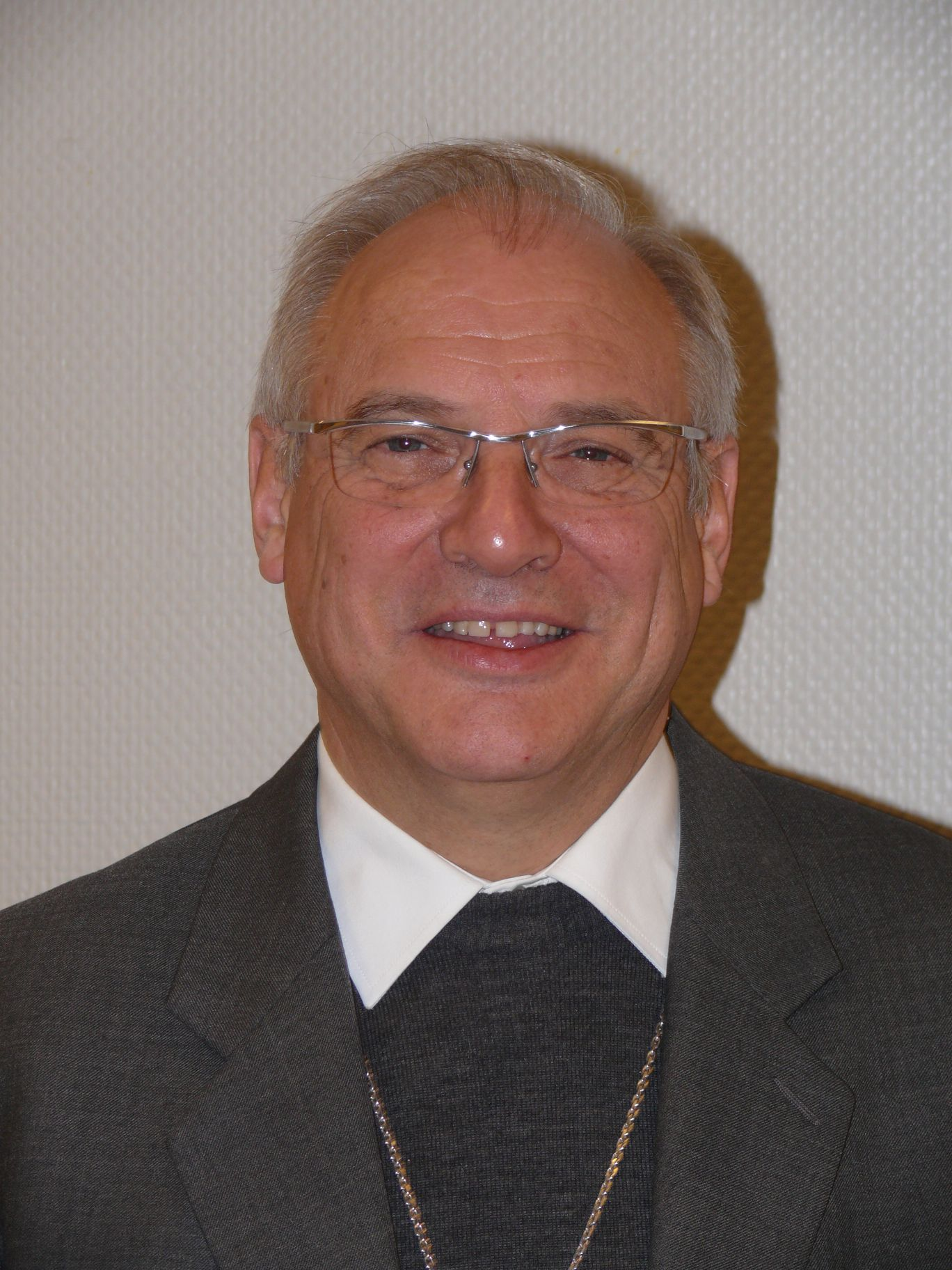
Mgr Jean-Paul Jaeger

- à Metz : Beatrix Wittschell , artiste contemporaine allemande[40]. À la fois peintre et sculpteur, elle travaille indifféremment le bronze et la céramique.
- Roland Albert (né à Sarrebourg en 1944), artiste contemporain allemand. À la fois peintre et sculpteur, il expose depuis 2004 aux États-Unis.
- 20 janvier à Metz : Volker Hassemer, homme politique allemand (CDU). Son frère aîné est Winfried Hassemer, Vice-président de la Cour constitutionnelle fédérale.
- 11 février à Saint-Dié-des-Vosges : Christian Didier, mort dans sa ville natale le 14 mai 2015, est connu pour  avoir assassiné en 1993 René Bousquet, l'ancien chef de la police de Vichy. Il s'est d'abord fait connaître par ses apparitions inopinées sur les plateaux de télévision.
- 20 février à Nancy : Michel Hommell, grand patron de presse français.
- 1 mars à Sarrebourg : Roland Albert , artiste contemporain allemand. À la fois peintre et sculpteur, il expose depuis 2004 aux États-Unis.
- 6 avril à Jonville-en-Woëvre (Meuse) : Jean-Louis Dumont est un homme politique français, ancien député de la deuxième circonscription de la Meuse.
- 10 avril à Sarrebourg : Aloys Geoffroy, homme politique français.
- 29 mai à Thiaucourt (Meurthe-et-Moselle) : Denis Jacquat, homme politique français.
- 16 juin à Frebécourt : Henri Richelet, mort à Paris le 18 mars 2020[41], peintre figuratif français.
- 18 juin à Thionville : Jean-Henri Jaeger, mort à Fréjus[42] (Var) le 8 février 2022[43], chirurgien français professeur des universités aux hôpitaux universitaires de Strasbourg. Spécialiste des membres inférieurs, il a opéré de nombreux footballeurs. Jean-Henri Jaeger a développé  une technique chirurgicale de reconstruction du ligament croisé antérieur (LCA) qui utilise le fascia lata comme autotransplant, méthode opératoire permettant une bonne stabilisation rotatoire tout en préservant les chaînes musculaires.
- 13 août à Commercy : Dominique Desseigne, homme d'affaires et milliardaire français. Il est président-directeur général du groupe Lucien Barrière et président de la Société fermière du casino municipal de Cannes. Sa fortune, combinée à celle de sa famille, est estimée à 1,5 milliard d'euros en 2019, ce qui le classe 32e fortune de France. Elle n'est cependant plus que de 610 millions d'euros en 2020 du fait de la crise du Covid-19[44].
- 6 septembre à Nancy : Jean-Paul, Maurice Jaeger, ordonné prêtre le 6 avril 1974 pour le diocèse de Lille. Nommé évêque coadjuteur du diocèse de Nancy-Toul le 11 avril 1991, il a été consacré le 2 juin suivant et est devenu évêque titulaire le 30 novembre de la même année. Depuis le 12 août 1998, il est évêque d'Arras, succédant à Mgr Henri Derouet.
- 9 septembre à Épinal : Bernard-Nicolas Aubertin, évêque catholique français. Cistercien, ordonné prêtre en 1972, il est abbé de l'abbaye de Lérins de 1989 à 1998, puis évêque de Chartres de 1998 à 2005, et archevêque de Tours de 2005 à 2019.
- 21 septembre à La Bresse  : Gilbert Poirot, mort le 1er février 2012 à Chamonix[45], de maladie, est un sauteur à ski français. Il a consacré sa vie au saut à ski[46].
- 24 septembre à Nancy : Bernard Haillant , chanteur français mort à Paris le 17 avril 2002.
- 25 septembre à Anould : Hélène Ploix, administratrice et dirigeante française d'entreprises.
- 28 octobre à Freyming-Merlebach : Henri Atamaniuk, footballeur et entraîneur français. Il est, depuis le 7 novembre 2013, entraîneur du FC Lausanne-Sport, à cause d'un empêchement administratif d'exercer la fonction d’entraîneur en Suisse de Marco Simone.

## Décès

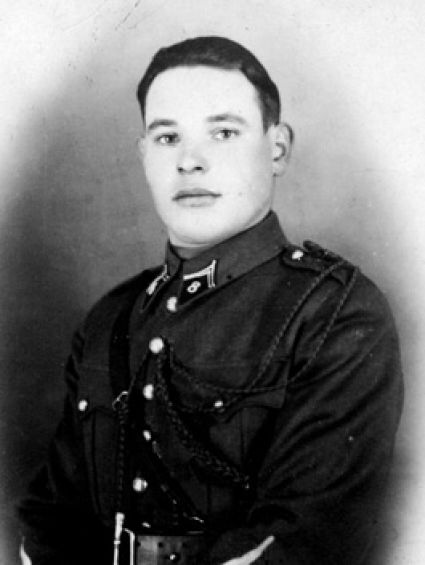
Yves Guellec

- 10 février à Nancy : Alfred Bachelet (né à Paris le 26 février 1864), compositeur français, chef d'orchestre et enseignant.
- 2 mars, mort au combat près de Montmédy : Egon Mayer, né le 19 août 1917 à Constance , As allemand de la Seconde Guerre mondiale.
- 16 mars à Vandières : Léon Zéliqzon, né à Vantoux près de Metz (Moselle, France) le 11 septembre 1858, éminent spécialiste du patois lorrain roman.
- 18 août près de Dombasle-en-Argonne : Günther von Kluge, parfois appelé Hans von Kluge, né le 30 octobre 1882 à Posen[47] (à l'époque en Allemagne), militaire allemand. Il a atteint le grade de Generalfeldmarschall au début de la Seconde Guerre mondiale.
- 31 août à Verdun : François De Kinder, né à Anvers le 13 novembre 1897, résistant belge. Il est le beau-frère du ministre Hubert Pierlot, qui fut notamment chef du gouvernement belge en exil à Londres de 1940 à 1944.
- 3 septembre à Merviller : 
  - Thérèse Stutzmann, née le 10 mai 1913 à Copenhague [48], résistante française, membre des Forces françaises de l'intérieur. Elle est fusillée par les Allemands à Merviller.
  - Andrée Gadat (ou Andrée Calba), née le 28 février 1913 à Besançon, institutrice et résistante des Forces françaises de l'intérieur (FFI). Arrêtée par le Sicherheitsdienst, elle est fusillée.
- 1er novembre à Baccarat - Mort pour la France[49]: Paul Batiment, né à Strasbourg le 7 octobre 1920 , un militaire français, Compagnon de la Libération.
- 18 novembre à Badonviller, mort pour la France[50]: Alphée Maziéras, né le 24 août 1912 à Évaux-les-Bains , militaire et résistant français, Compagnon de la Libération. Officier Saint-Cyrien en poste en Afrique au début de la Seconde Guerre mondiale, il décide de se rallier à la France libre et combat au Gabon et en France où il est tué lors de la bataille des Vosges.
- 19 novembre au col de Lafrimbolle en Moselle : Yves Guellec, né le 26 juin 1913 à Ploaré-Douarnenez, sous-officier des Forces françaises libres pendant la Seconde Guerre mondiale, Compagnon de la Libération.